# 골든타임 (소설)
《골든타임》(ゴールデンタイム 고루덴 다이무[*])은 타케미야 유유코가 쓰고 코마츠 에지가 삽화를 담당한 일본의 라이트 노벨이다. 전격 문고(아스키 미디어 웍스)에서 2010년 9월부터 2014년 3월까지 간행되었다.
미디어 믹스 전개로서는, 2011년에 만화화 작품이 연재 개시되었다. 2013년에는 텔레비전 애니메이션화 되어, 드라마 CD와 게임도 발매되었다. 2014년 1월 시점에서 시리즈 누계 발행 부수는 107만 부를 기록했다.

## 줄거리
도쿄의 어느 사립대학의 법학부에 입학한 주인공 타다 반리는 고등학교 졸업 후에 사고를 당하고 그때까지의 기억을 모두 없애버린 청년. 반리는 입학식 후 신입생 오리엔테이션 회장인 학부 캠퍼스로 이동 중 길을 잃어버린다. 마찬가지로 길을 잃은 같은 학부 신입생 야나기사와 미츠오와 만나 의기투합한다.
그런 2명의 앞에, 스타일도 익히는 것도 모두가 하이 레벨인 미인 카가 코코가 나타난다. 그녀는 미츠오의 소꿉친구로 어렸을 때 미츠오와 교제한 '결혼'의 약속 의 실현을 꿈꾸며 다양한 형태로 미츠오를 휘둘러 왔다. 그런 자기 중심적인 스토커가 된 코코로부터 도망치기 위해, 미츠오는 부속 고등학교로부터의 에스컬레이터 입학을 포기해, 몰래 외부 수험으로 현재의 대학에 진학해 왔다고 한다. 그러나 코코도 또한 미츠오를 쫓아 외부 수험으로 법학부에 입학해 온 것이었다.

## 등장인물

### 주요 인물
타다 반리
성우 - 후루카와 마코토
본작의 주인공으로, 도쿄의 사립 후쿠라이 대학 법학부 법률학과 1학년. 고등학교 시절은 육상부였다. 시즈오카의 친가로부터 대학 진학을 위해 상경해, 아파트에서 혼자 생활을 하고 있다. 1년 재수했기 때문에 입학시의 나이는 19세. 고등학교 졸업식 조금 후에 이웃 다리에서 떨어지고 그 이전의 기억을 잃었다.
입학식 직후의 코코와 미츠오의 교환의 장소에 맞추어, 카코의 엑센트릭한 행동에 충격을 받지만, 그 후 코코와 몇번이나 행동을 함께 해 나가는 과정에서 코코에 대해 끌려 가서 접근해 사귀는 일이 된다.
카카 코코
성우 - 호리에 유이
본작의 히로인으로, 법학부 법률학과 1학년. 외모도 패션도 모두가 완벽한 아가씨. 초등학교 1학년 때 미츠오와 만나, 그 무렵 미츠오와 결혼할 약속을 했다. 그 후 스스로가 계획한 '완벽한 시나리오'에 근거한 결혼을 완수하기 위해 미츠오의 행동에 과도하게 간섭해 미츠오를 휘둘러 왔다. 미츠오와 같은 대학에 입학하고 나서도 반리에 미츠오의 시간을 물어보는 등 계속 집요하게 미츠오를 쫓는다. 그러나, 스토리가 진행됨에 따라, 완벽한 외모와는 반대로 내용에는 상당한 갭이 있는 것이 점차 밝혀져 간다.
반리로부터의 접근에 대해서 당초는 초점의 어긋난 응대를 하고 있었지만, 부활동도 함께 있는 등 반리와의 접점도 많기도 하고, 스토리의 진전에 수반해 거리는 줄어들고 교제하는 것과 되었다.
하야시다 나나
성우 - 카야노 아이
애칭은 '린다'. 오마켄(일본제사문화연구회)에 소속된 대학 2학년. 어떤 경위에서 반리와 코코를 도와 덤으로 초대하게 된다.
실은 반리의 고등학교 시절의 동급생으로, 그 무렵 반리는 자신을 아무쪼록 지켜주는 린다에게 호의를 가지고 있었다. 그러나 언젠가 린다가 친구들에게 반리를 괴롭혔다. 걱정한다. 그 때문에 대학에 들어온 반리가 자신을 기억하지 못하는 것에 당혹스러워 과거를 말하지 않고 있었다.
야나기사와 미츠오
성우 - 이시카와 카이토
법학부 법률학과 1학년. 입학식 뒤 신입생 오리엔테이션이 진행되는 학부 캠퍼스로가는 길을 모르고 있을 때 반리와 만났다.
초등학생 때부터 유명 사립대학 부속교에 다녔지만, 코코에게 벗어나기 위해 현재 대학으로 외부 진학했다. 반리가 사는 아파트에서 전철로 3개 역의 아파트에서 혼자 생활을 하고 있지만, 외부 진학의 건으로 부모와의 관계가 꼬이기 때문에 급송이 이루어지지 않고, 경제적으로 괴로운 생활을 강요당하고 있다.
사토 타카야
성우 - 히가시 타카히로
만리 대학에서 동급생.
친가는 마을 공장이다. 고등학교 시절까지 춤과 같은 방에서 커튼으로 나누고 있는 환경이었기 때문에 수많은 악희를 춤에서 받아 트라우마가 되고 있다. 경영이 어려운 공장에 춤을 추고 있는 덕분에 자신이 고등학교나 대학에 다니고 있기 때문에 불평할 수 없는 입장에 있었다.
반리와 함께 참가한 다도부의 신환음식회에서 '3차원 여성'에 절망하고 2차원으로 살 것을 선언한다. 반리 등에게 2차원 군이라고 불리고 있다.
오카 치나미
성우 - 키도 이부키
반리의 동급생. 몸집이 작은 성우가 소녀 역으로 말하는 것 같은 어린 소리를 하고 있다.
NANA 선배
성우 - 사토 사토미
대학 선배의 3년 여자로 전 오마켄 부원, 반리가 사는 아파트의 이웃. 반리가 입원 중에 읽은 순정 만화 캐릭터와 외모가 비슷하다.

### 대학 사람들
사오 짱
성우 - 고토 사오리
다도부의 2학년 여자 부원. 서클의 신환시에 만리나 2차원군과 알게 된다.
시 짱
성우 - 이토 시즈카
다도부의 2년제 여자 부원. 사오 짱과 매우 사이가 좋고, 등장할 때는 언제나 함께 등장한다.
코시노
성우 - 콘도 타카유키
오마켄의 회장. 3학년.
호시노
성우 - 야나기타 준이치
오마켄의 전 회장. 4학년.
레이나
성우 - 사쿠라이 하루미
에이켄에 소속된 3학년 여자 부원.

### 그 외의 인물
타다 미에코
성우 - 혼다 타카코
만리의 어머니. 시즈오카현 시마다시의 반리의 친가에 살고 있다.
코코의 아버지
성우 - 카나오 테츠오

## 서지 정보

### 문고
- 타케미야 유유코(저) / 코마츠 에지(일러스트), 아스키 미디어 웍스→KADOKAWA 〈전격 문고〉, 전 11권
  1. 『ゴールデンタイム1 春にしてブラックアウト』2010년 9월 10일 초판 발행(같은 날 발매[6]), ISBN 978-4-04-868878-9
  2. 『ゴールデンタイム2 答えはYES』2011년 3월 10일 초판 발행(같은 날 발매[7]), ISBN 978-4-04-870381-9
  3. 『ゴールデンタイム3 仮面舞踏会』2011년 8월 10일 초판 발행(같은 날 발매[8]), ISBN 978-4-04-870735-0
  4. 『ゴールデンタイム4 裏腹なるdon't look back』2012년 3월 10일 초판 발행(같은 날 발매[9]), ISBN 978-4-04-886546-3
  5. 『ゴールデンタイム外伝 二次元くんスペシャル』2012년 6월 10일 초판 발행(같은 날 발매[10]), ISBN 978-4-04-886631-6
  6. 『ゴールデンタイム5 ONRYOの夏　日本の夏』2012년 9월 10일 초판 발행(같은 날 발매[11]), ISBN 978-4-04-886897-6
  7. 『ゴールデンタイム番外 百년 後の夏もあたしたちは笑ってる』2013년 1월 10일 초판 발행(같은 날 발매[12]), ISBN 978-4-04-891324-9
  8. 『ゴールデンタイム6 この世のほかの思い出に』2013년 4월 10일 초판 발행(같은 날 발매[13]), ISBN 978-4-04-891557-1
  9. 『ゴールデンタイム列伝 AFRICA』2013년 8월 10일 초판 발행(같은 날 발매[14]), ISBN 978-4-04-891858-9
  10. 『ゴールデンタイム7 I'll be back』2013년 10월 10일 초판 발행(같은 날 발매[15]), ISBN 978-4-04-866059-4
  11. 『ゴールデンタイム8 冬の旅』2014년 3월 8일 초판 발행(같은 날 발매[16]), ISBN 978-4-04-866414-1

### 잡지 게재
2차원군의 관점에서 기술된 단편군이다. 이들은 《골든타임 외전: 2차원군 스페셜》에 수록되었다.
- ゴールデンタイム 二次元くんスペシャル(전격 문고 MAGAZINE #16、2010년 11월호, 아스키 미디어 웍스)
- ゴールデンタイム 二次元から愛2011(전격 문고 MAGAZINE #19、2011년 5월호, 아스키 미디어 웍스)
- ゴールデンタイム 二次元事変（前）(전격 문고 MAGAZINE #21、2011년 9월호, 아스키 미디어 웍스)
- ゴールデンタイム 二次元事変（後）(전격 문고 MAGAZINE #22、2011년 11월호, 아스키 미디어 웍스)

### 만화
제1권은 마찬가지로 타케미야 원작의 《토라도라!》 단행본 제5권과 동시 발매(2012년 3월 27일자)였기 때문에, 같은 날 발매의 월간 코믹 전격 대왕 2012년 5월호의 표지는 양 작품의 히로인의 콜라보레이션 일러스트로 여겨졌다.
- 타케미야 유유코(원작) /코마츠 에지(일러스트) / 우메차즈케(만화) 《골든타임》 아스키 미디어 웍스→KADOKAWA 〈전격 코믹스〉, 전 9권
  1. 2012년 3월 27일 초판 발행(발매[18]), ISBN 978-4-04-886494-7
  2. 2012년 9월 27일 초판 발행(발매[19]), ISBN 978-4-04-891022-4
  3. 2013년 3월 27일 초판 발행(발매[20]), ISBN 978-4-04-891456-7
  4. 2013년 7월 27일 초판 발행(발매[21]), ISBN 978-4-04-891767-4
  5. 2014년 1월 27일 초판 발행(발매[22]), ISBN 978-4-04-866236-9
  6. 2014년 6월 27일 초판 발행(발매[23]), ISBN 978-4-04-866704-3
  7. 2014년 12월 20일 초판 발행(발매[24]), ISBN 978-4-04-869130-7
  8. 2015년 7월 27일 초판 발행(발매[25]), ISBN 978-4-04-865218-6
  9. 2016년 9월 27일 초판 발행(발매[26]), ISBN 978-4-04-892372-9
- 《공식 코믹 앤솔로지 골든타임》 KADOKAWA〈전격 코믹스 EX〉, 2014년 1월 27일 발매[27], ISBN 978-4-04-866296-3

## TV 애니메이션
2013년 10월부터 2014년 3월까지 방송되었다. 스태프의 구성은 다르지만, 제작사와 음악 제작은 《토라도라!》와 같은 조합이다.

### 스태프
- 원작 - 타케미야 유유코
- 원작 일러스트 - 코마츠 에지
- 감독 - 콘 치아키
- 시리즈 구성·각본 - 시모 후미히코
- 캐릭터 디자인 - 하세가와 신야
- 프롭 디자인 - 코모리 아츠시
- 미술 감독 - 이토 히로시
- 색채 설계 - 무라나가 마야
- 촬영 감독 - 쿠로사와 유타카
- 편집 - 니시야마 시게루
- 음향 감독 - 아케타가와 진
- 음향 제작 - 매직 캡슐
- 음악 - 하시모토 유카리
- 음악 제작 - 스타차일드 레코드
- 치프 프로듀서 - 나카니시 고, 오오사와 노부히로
- 프로듀서 - 스토 코타로, 유아사 타카아키, 카와카미 류타로
- 애니메이션 제작 프로듀서 - 후지시로 아츠시
- 프로듀스 - 젠코
- 애니메이션 제작 - J.C.STAFF
- 제작 - 오마켄

### 주제가
오프닝 테마
〈골든타임〉(제1화~제12화)
작사 - 요시다 시오리 / 작곡·편곡 - Kohei by SIMONSAYZ / 노래 - 호리에 유이
제24화에서는 엔딩 테마로서 사용.
〈The♡World's♡End〉(제13화~제24화)
작사·작곡·편곡 - 키요시 류진 / 노래 - 호리에 유이
엔딩 테마
〈Sweet&Sweet CHERRY〉(제1화~제12화)
작사 - YUKAKO / 작곡·편곡 - Kohei by SIMONSAYZ / 노래 - 호리에 유이
〈반영구적으로 사랑해 ♡〉(제13화~제23화)
작사·작곡·편곡 - 키요시 류진 / 노래 - 호리에 유이
삽입곡
〈地獄の豚バラ炒め 〜the seven deadly sins〜〉
작사·작곡·편곡 - 엔도.(GEEKS) / 노래 - NANA 선배(사토 사토미)

### 방영 목록
| 화수   | 제목                                             | 그림 콘티                               | 연출                        | 작화 감독 | 총작화 감독                                               | 방송일          |
| ------ | ------------------------------------------------ | --------------------------------------- | --------------------------- | --- | --------------------------------------------------------- | --------------- |
| 제1화  | スプリングタイム 스프링 타임                     | 후쿠시마 토시노리                       | 카지이 세가                 | 토미나가 에이지 츠즈키 유카코                                                                                          | 하세가와 신야                                             | 2013년 10월 4일 |
| 제2화  | ロンリーガール 외로운 소녀                       | 타도코로 오사무                         | 키타가와 마사토             | 후지이 마사히로 타니가와 료스케                                                                                        | 후지이 마사히로                                           | 10월 11일       |
| 제3화  | ナイトエスケープ 한밤의 탈출                     | 코야마 요시타카                         | 닛타 요시카타               | 나카지마 요시코 이시다 케이이치 카와시마 아키코 타카하라 슈이치                                                        | 코모리 아츠시 이토 요코                                   | 10월 18일       |
| 제4화  | ブラックアウト 블랙아웃                          | 타카무라 소보                           | 소쿠자 마코토               | 나카야마 유미 | 하세가와 신야 코모리 아츠시                               | 10월 25일       |
| 제5화  | ボディ・アンド・ソウル 보디 앤드 소울            | 야마자키 타카시                         | 마타노 히로미치             | 카지우라 신이치로 코노 신야 오오이시 미에 요시오카 타케오                                                              | 후지이 마사히로                                           | 11월 1일        |
| 제6화  | イエス・ノー YES or NO                           | 후쿠다 미치오                           | 마츠카와 토모히로 콘 치아키 | 츠즈키 유카코 이토 요코 토미나가 에이지                                                                                | 코모리 아츠시                                             | 11월 8일        |
| 제7화  | マスカレード 가면무도회                          | 나카노 히데아키                         | 나카노 히데아키             | 와타나베 유키 사쿠라이 츠카사 타니가와 료스케                                                                          | 하세가와 신야                                             | 11월 15일       |
| 제8화  | リセット 리셋                                    | 카지이 세가                             | 카지이 세가                 | 후지이 마사히로 마츠오카 켄지 토미나가 에이지                                                                          | 후지이 마사히로                                           | 11월 22일       |
| 제9화  | ウィズ・ユー・アゲイン 다시 한 번 너와 함께      | 타카무라 소보                           | 혼마 오사무                 | 오오이시 미에 카타오카 코지 나카지마 요시코 카마다 히토시 카와시마 아키코                                              | 코모리 아츠시 하세가와 신야                               | 11월 29일       |
| 제10화 | イン・ザ・ミラー 인 더 미러                      | 코야마 요시타카                         | 코야마 요시타카             | 나카야마 유미 | 츠즈키 유카코                                             | 12월 6일        |
| 제11화 | トラブルパーティ 트러블 파티                     | 마타노 히로미치                         | 마타노 히로미치             | 카지우라 신이치로 히노 타후미카 오오이시 미에 요시오카 타케오 코노 신야                                                | 코모리 아츠시 하세가와 신야                               | 12월 13일       |
| 제12화 | ドント・ルックバック Don`t look back             | 후쿠시마 토시노리                       | 후쿠시마 토시노리           | 후지이 마사히로 고즈 하루나 오가와 코지 사쿠라이 츠카사                                                                | 후지이 마사히로                                           | 12월 20일       |
| 제13화 | サマー・ハズ・カム Summer has come               | 야마자키 타카시                         | 소쿠자 마코토               | 토미나가 에이지 타니가와 료스케 마츠오카 켄지                                                                          | 츠즈키 유카코                                             | 2014년 1월 10일 |
| 제14화 | レイディズトーク Lady's talk                     | 오카무라 마사히로                       | 혼마 오사무                 | 오오이시 미에 카타오카 코지 나카지마 요시코 카와시마 아키코                                                            | 코모리 아츠시                                             | 1월 17일        |
| 제15화 | アクシデントビーチ Accident beach                | 사토 마사코                             | 사토 마사코                 | 오가와 코지 오가와 에리 사쿠라이 츠카사                                                                                | 후지이 마사히로                                           | 1월 24일        |
| 제16화 | ウェイクアップコール Wake up call                | 타카무라 소보                           | 카지이 세가                 | 나카야마 유미 | 하세가와 신야                                             | 1월 31일        |
| 제17화 | リターン・トゥ・イエスタディ Return to yesterday | 마타노 히로미치                         | 마타노 히로미치             | 코노 신야 무로야마 쇼코 히노 타카유키 카와시마 아키코 요시오카 타케오 張益                                             | 츠즈키 유카코                                             | 2월 7일         |
| 제18화 | マイ・ホームタウン My hometown                   | 야마자키 타카시                         | 야마자키 타카시             | 토미나가 에이지 오가와 코지 나카야마 유미 타니구치 시게노리 마츠오카 켄지 카지이 세가                                  | 코모리 아츠시 하세가와 신야                               | 2월 14일        |
| 제19화 | ナイト・イン・パリ Night in Paris                | 코야마 요시타카                         | 코야마 요시타카             | 테라이 요시후미 사쿠라이 츠카사 고즈 하루나                                                                            | 후지이 마사히로                                           | 2월 21일        |
| 제20화 | ヒズ・キャズム His chasm                         | 소쿠자 마코토 야마자키 타카시 콘 치아키 | 소쿠자 마코토               | 오오이시 미에 나카지마 요시코 카타오카 코지 카와시마 아키코 오카 아키히코                                              | 하세가와 신야 후지이 마사히로                             | 2월 28일        |
| 제21화 | アイル・ビー・バック I'll be back                | 후쿠다 미치오                           | 카지이 세가                 | 나카야마 유미 마츠오카 켄지 타니가와 료스케                                                                            | 코모리 아츠시                                             | 3월 7일         |
| 제22화 | パラダイスロスト Paradise lost                   | 콘 치아키                               | 마츠오카 토모히로 콘 치아키 | 코바야시 노리아키 코다 토모키 오가와 코지 코노 신야 카타오카 코지 카와시마 아키코 나카지마 요시코 張益 요시오카 타케오 | 츠즈키 유카코 하세가와 신야                               | 3월 14일        |
| 제23화 | ラストスマイル Last smile                        | 코야마 요시타카 야마자키 타카시         | 코야마 요시타카             | 후지이 마사히로 사쿠라이 츠카사 고즈 하루나 타니구치 시게노리 테라이 요시후미 코노 신야                                | 후지이 마사히로                                           | 3월 21일        |
| 제24화 | ゴールデンタイム 골든 타임                       | 콘 치아키                               | 콘 치아키                   | 코다 토모키 오가와 코지 마츠오카 켄지 코바야시 노리아키 타니가와 료스케 나카야마 유미                                  | 하세가와 신야 후지이 마사히로 코모리 아츠시 츠즈키 유카코 | 3월 28일        |

### BD / DVD
| 권 | 발매일           | 수록화          | 규격품번   | 규격품번  | 규격품번   |
| 권 | 발매일           | 수록화          | BD 한정판  | BD 통상판 | DVD 한정판 |
| -- | ---------------- | --------------- | ---------- | --------- | ---------- |
| 1  | 2013년 12월 25일 | 제1화 - 제3화   | KIXA-90382 | KIXA-382  | KIBA-92085 |
| 2  | 2014년 1월 22일  | 제4화 - 제6화   | KIXA-90383 | KIXA-383  | KIBA-92086 |
| 3  | 2014년 2월 26일  | 제7화 - 제9화   | KIXA-90384 | KIXA-384  | KIBA-92087 |
| 4  | 2014년 3월 26일  | 제10화 - 제12화 | KIXA-90385 | KIXA-385  | KIBA-92088 |
| 5  | 2014년 4월 23일  | 제13화 - 제15화 | KIXA-90386 | KIXA-386  | KIBA-92089 |
| 6  | 2014년 5월 21일  | 제16화 - 제18화 | KIXA-90387 | KIXA-387  | KIBA-92090 |
| 7  | 2014년 6월 25일  | 제19화 - 제21화 | KIXA-90388 | KIXA-388  | KIBA-92091 |
| 8  | 2014년 7월 23일  | 제22화 - 제24화 | KIXA-90389 | KIXA-389  | KIBA-92092 |